# Liste des gouverneurs du comté de Møre og Romsdal
Voici la liste des gouverneurs de comtés (en norvégien : Fylkesmenn) du comté Møre og Romsdal, Norvège.
| Gouverneurs du comté de Møre og Romsdal | Gouverneurs du comté de Møre og Romsdal | Gouverneurs du comté de Møre og Romsdal | Gouverneurs du comté de Møre og Romsdal | Gouverneurs du comté de Møre og Romsdal |
| Début du mandat                         | Fin du mandat                           | Nom                                     | Naissance                               | Décès                                   |
| --------------------------------------- | --------------------------------------- | --------------------------------------- | --------------------------------------- | --------------------------------------- |
| 1800                                    | 1811                                    | Ole Hannibal Sommerfeldt                | 1753                                    | 1821                                    |
| 1811                                    | 1840                                    | Hilmar Meincke Krohg                    | 1776                                    | 1851                                    |
| 1840                                    | 1853                                    | Gudbrand Thesen                         | 1792                                    | 1866                                    |
| 1853                                    | 1893                                    | Nils Weyer Arveschoug                   | 1807                                    | 1894                                    |
| 1893                                    | 1902                                    | Ludvig Arnoldus Leth                    | 1836                                    | 1902                                    |
| 1902                                    | 1906                                    | Alexander Lange Kielland                | 1849                                    | 1906                                    |
| 1906                                    | 1913                                    | Birger Kildal                           | 1849                                    | 1913                                    |
| 1914                                    | 1928                                    | Oddmund Vik                             | 1858                                    | 1930                                    |
| 1928                                    | 1952                                    | Trygve Utheim                           | 1884                                    | 1952                                    |
| 1952                                    | 1958                                    | Olav Berntsen Oksvik                    | 1887                                    | 1958                                    |
| 1958                                    | 1966                                    | Erling Anger                            | 1909                                    | 1999                                    |
| 1966                                    | 1972                                    | Erling Sandene                          | 1921                                    | 2015                                    |
| 1972                                    | 1977                                    | Kåre Ellingsgård                        | 1926                                    | –                                       |
| 1977                                    | 2002                                    | Alv Jakob Fostervoll                    | 1932                                    | –                                       |
| 2002                                    | –                                       | Ottar Befring                           | 1939                                    | –                                       |